# Those Magnificent Men in Their Flying Machines
 Those Magnificent Men in their Flying Machines és una pel·lícula britànica dirigida per Ken Annakin, estrenada el 1965.

## Argument
1910: Sota la influència de la seva filla, l'encisadora Patricia, i del futur marit d'aquesta, el trempat Richard Mays, enamorat de l'aviació, lord Rawnsley, propietari del més important diari d'Anglaterra, decideix organitzar una carrera aèria Londres-París. Les 10.000 lliures esterlines ofertes al vencedor no deixen d'atreure els millors pilots del món: l'americà Orvil Newton, el francès Pierre Dubois, faldiller, el comte italià Ponticelli, el coronel prussià von Holstein, el britànic Sir Percival Ware-Armitage i el japonès Yamamoto es presenten així a la línia de sortida.

## Repartiment
- Stuart Whitman: Orvil Newton
- Sarah Miles: Patricia Rawnsley
- James Fox: Richard Mays
- Jean-Pierre Cassel: Pierre Dubois
- Alberto Sordi: Comte Emilio Ponticelli
- Gert Fröbe: Coronel Manfred von Holstein
- Robert Morley: Lord Rawnsley
- Terry-Thomas: Sir Percival Ware-Armitage
- Irina Demick: Brigitte / Ingrid / Marlene / Françoise / Yvette / Betty
- Tony Hancock: Harry Popperwell
- Benny Hill: Cap dels bombers Perkins
- Yujiro Ishihara: Yamamoto
- Flora Robson: La mare superiora
- Maurice Denham: El capità de la traïnya
- John Le Mesurier: El pintor francès
- Karl Michael Vogler: Capità Rumpelstoss

## Premis i nominacions

### Premis
- 1966. BAFTA al millor vestuari per Osbert Lancaster i Dinah Greet

### Nominacions
- 1966. Oscar al millor guió original per Jack Davies i Ken Annakin
- 1966. BAFTA a la millor direcció artística per Thomas N. Morahan
- 1966. BAFTA a la millor fotografia per Christopher Challis
- 1966. Globus d'Or a la millor pel·lícula musical o còmica
- 1966. Globus d'Or al millor actor musical o còmic per Alberto Sordi